# Hamish Stuart

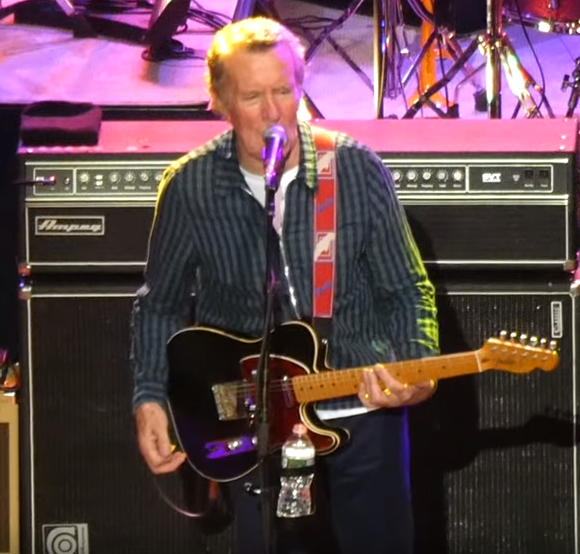
Hamish Stuart in 2019

James Hamish Stuart (8 oktober 1949, Glasgow) is een Schots muzikant, songschrijver, componist en producer. Hij is de voormalige zanger en gitarist van Average White Band.

## Biografie

### Average White Band
Stuart, begonnen als drummer, bracht in de jaren 60 enkele singles uit met zijn eerste officiële band Dream Police en werkte samen met Alex Ligertwood, de latere frontman van Santana. In 1972 sloot hij zich aan bij Average White Band als falsetzanger naast de tenor van bassist Alan Gorrie met wie hij tussen de nummers door van instrument wisselde. De Average White Band verhuisde in 1974 naar de Verenigde Staten waar het onder contract van Atlantic de succesperiode beleefde. Eind 1978 stapte de band over naar RCA en begon het succes langzaamaan terug te lopen. Cupid's in Fashion, het door Dan Hartman geproduceerde album uit 1982 was voorlopig het laatste. Stuart had er weinig goeds over te zeggen en afgezien van een eenmalige reünie tijdens het 40-jarig jubileum van Atlantic in 1988 zou de klassieke bezetting niet meer bij elkaar komen.

### Chaka Khan en Paul McCartney
Ondertussen begon zijn samenwerking met andere artiesten; zo speelde hij op de eerste soloplaten van Chaka Khan en schreef hij songs voor o.a. Smokey Robinson, Diana Ross en Atlantic Starr. Vervolgens nam Stuart - inmiddels teruggekeerd naar het Verenigd Koninkrijk - met ex-AWB-drummer Steve Ferrone een album op onder de naam Easy Pieces. De platenmaatschappij weigerde het uit te brengen, en toen Stuart werd gevraagd voor de nieuwe begeleidingsband van Paul McCartney was zijn keuze snel gemaakt. De samenwerking met de ex-Beatle resulteerde in twee studio-albums, twee wereldtournees en drie live-albums in de periode 1989-1993; Net als bij Average White Band speelde Stuart een aantal nummers op basgitaar; tijdens de Unplugged-tournee van 1991 nam hij And I Love Her van de Beatles en Ain't No Sunshine van Bill Withers voor zijn rekening. Na de officiële afloop van de New World Tour uit 1993 volgde er een laatste concert - zonder de McCartneys - met Stuart als plaatsvervangend frontman.

### Solocarrière
De tournees met McCartney leverden Stuart de broodnodige inspiratie op; hij werkte aan een soloalbum dat in 1999 uitkwam onder de titel Soomer or Later. Ter promotie formeerde Stuart een eigen band waarmee hij weer nummers ging spelen van Average White Band; ook de Beatlesklassiekers kregen een vaste plek in zijn repertoire. In 2006 en 2008 toerde Stuart met Ringo Starr & His All-Starr Band; tijdens de tweede tournee speelde hij Pick Up the Pieces en Work To Do.
In 2014 was Stuart te gast bij Bill Wyman's Rhythm Kings. Datzelfde jaar speelde hij weer met Steve Ferrone en ex-AWB-saxofonist Malcolm 'Molly' Duncan tijdens een inhuldiging van eerstgenoemde. Dit beviel zo goed dat ze de 360 Band oprichtten waarmee ze in 2016 een cd uitbrachten. Het repertoire bestaat uit voornamelijk uit eigen nummers (geschreven door Stuart), covers en AWB-klassiekers. Datzelfde jaar kreeg Stuart een speciale onderscheiding tijdens de BASCA-awards
In 2017 verzorgde Stuart een gastoptreden bij jazzfunkband Incognito.
In 2019 keerde Stuart na elf jaar terug bij Ringo's All-Star Band; hij speelde Pick Up The Pieces en Cut the Cake.